# Joan Hannah
Joan Lee Hannah (* 27. April 1939 in Boston, Massachusetts) ist eine ehemalige US-amerikanische Skirennläuferin.

## Biografie
Hannah stammt aus dem Wintersportort Franconia in New Hampshire. Das Skifahren erlernte sie in dem nahe gelegenen Skiresort am Cannon Mountain. Sie gehörte Anfang der 1960er Jahre der US-amerikanischen Skinationalmannschaft an. Ihren ersten internationalen Wettkampf bestritt sie 1960 bei den Olympischen Winterspielen in Squaw Valley. In der olympischen Abfahrt erreichte sie Rang 21. Zwei Jahre später gelang ihr dann der größte Erfolg ihrer Karriere. Bei den Skiweltmeisterschaften in Chamonix holte sie im Riesenslalom die Bronzemedaille.
Bestätigen konnte Hannah diese Leistung später nicht mehr ganz. Bei den Olympischen Winterspielen 1964 in Innsbruck erreichte sie ihre beste Platzierung mit Platz 15 in der Abfahrt. In ihrer Paradedisziplin, dem Riesenslalom, wurde sie nur 26. 1966 nahm sie noch einmal an den Weltmeisterschaften in Portillo teil. Nach Beendigung ihrer aktiven Laufbahn arbeitete Hannah lange Jahre als Skilehrerin in Vail. Vor einigen Jahren kehrte sie in ihren Heimatort Franconia zurück.